# 2118 Flagstaff
2118 Flagstaff è un asteroide della fascia principale. Scoperto nel 1978, presenta un'orbita caratterizzata da un semiasse maggiore pari a 2,5467827 UA e da un'eccentricità di 0,2190751, inclinata di 6,30980° rispetto all'eclittica.